# Mezomerija
Mezomerija ili rezonancija (grč. mezo: sredina, srednji + merija; kasnolat. resonantia, od lat. resonare: razlijegati se) je predodžba o strukturi molekule koja se ne može jednoznačno opisati samo jednom uobičajenom  (konvencionalnom) strukturnom kemijskom formulom, nego dvjema takvim formulama ili s više njih, koje pokazuju moguće, takozvane granične (kanoničke, mezomerne ili rezonantne) strukture. One ne moraju jednako pridonositi stvarnoj strukturi molekule; stvarna je struktura svojevrsna sredina ili rezonantni hibrid svih kanoničkih struktura, a njezina je energija manja od energije pojedinih kanoničkih struktura. Ta se razlika naziva rezonantnom energijom, to jest molekula se rezonancijom stabilizira. Mezomerijom se opisuju strukture molekula s konjugiranim dvostrukim vezama, ponajprije molekule aromatskih spojeva, ali i amida, dijazonijevih spojeva i mnogih anorganskih aniona (karbonata, sulfata, fosfata i drugog). Klasičan je primjer mezomerije struktura molekule benzena, koja je rezonantni hibrid dviju Kekuléovih i triju Dewarovih graničnih struktura.

## Vanjske poveznice
|  | Zajednički poslužitelj ima još gradiva o temi Mezomerija |